# Irlandskrøniken
Irlandskrøniken (engelsk: Chronicle of Ireland; irsk: Croinic na hÉireann) er et moderne navn for en hypotetisk samling af eklastiske annaler der beskriver begivenheder i irland fra år 432 til år 911 AD.
Bevarede annaler deler begivenheder i samme sekvens og ordlyd indtil år 911, hvor de fortsætter med separat narrativ. De inkluderer Inisfallen annalerne, Ulster-annalerne, Scotorumkrøniken, Clonmacnoise-annalerne, Tigernach-annalerne, Roscrea-annalerne, Boyle-annalerne og Irlands fragmentariske annaler. "Irlandskrøniken" repræsenterer forskernes konsensusløsning til dette gæliske synoptiske problem.